# Condado de Tyrone
El condado de Tyrone (en irlandés: Tír Eoghain) es uno de los 6 condados de Irlanda del Norte y uno de los nueve condados que forman la provincia tradicional de Úlster.
Limita con los condados de Derry, Fermanagh y Armagh dentro de Irlanda del Norte, y con los condados de Donegal y Monaghan en la República de Irlanda.
Área: 3.155 km².
Tyrone es el mayor de los condados norirlandeses y se divide en cuatro distritos:
- Cookstown
- Dungannon
- Omagh
- Strabane

La capital de Tyrone es Omagh. Castlederg y Coalisland son otras poblaciones importantes. Antiguamente Tyrone llegaba hasta el Lago Foyle, en el norte, incluyendo parte del moderno condado de Derry
- Datos: Q192229
- Multimedia: County Tyrone / Q192229